# Dorothea Prühl
Dorothea Prühl (Breslau, 22 februari 1937) is een Duits beeldend kunstenaar die actief is als sieraadontwerper en edelsmid.

## Biografie
Prühl is opgeleid te Halle (1957-1962) door onder meer Karl Müller en Lothar Zitzmann. Tot 1965 werkte zij als ontwerper van massa-geproduceerde sieraden.
Prühl is bekend van haar monumentale halssieraden waarin zij zowel edele metalen als hout verwerkt.

## Tentoonstellingen (selectie)
- 2011 - Dorothea Prühl, Villa Bengel, Idar-Oberstein